# Demis Nikolaidis
Themistoklis "Demis" Nikolaidis es un futbolista griego, aunque nacido en Giessen, Alemania el 17 de septiembre de 1973. Ganó la Eurocopa de 2004 con la selección de fútbol de Grecia en Portugal. Actualmente está retirado del fútbol activo, y es el expresidente del AEK Atenas FC.

## Inicios deportivos: El AEK
En su adolescencia, Demis comenzó a jugar al fútbol en el Ethnikos Alexandroupolis, el equipo de fútbol de su pueblo. Los ojeadores de diversos equipos lo siguieron durante estos años, pero finalmente recaló en el Apollon de Atenas, con el que debutó a los 20 años. Su buena actuación con este equipo provocó una lucha para contratarle entre el Olympiacos FC y el Panathinaikos FC, pero Demis rechazó ambas ofertas y obligó al presidente de su club a venderlo al AEK Atenas FC, su equipo favorito. Con su nuevo equipo, Nikolaidis logró una importante marca: 177 goles en 266 partidos, logrando tres Copas de Grecia y una Supercopa, y siendo el máximo goleador tanto en la Copa de la UEFA de 2001 como en la Super Liga de Grecia de 1999. Es el máximo goleador de los equipos griegos en competiciones europeas, con 26 goles en 51 partidos. Dos veces durante su carrera logró cinco goles en un partido, y es el único jugador griego que ha anotado cuatro goles en un mismo partido en competición europea. En el AEK, Nikolaidis coincidió con muchos de los mejores futbolistas griegos de su generación, varios de los cuales coincidirían con él también en la selección que logró el triunfo en la Eurocopa de 2004: Vassilis Tsiartas, Theodoros Zagorakis, Michalis Kapsis, Grigoris Georgatos, Traianos Dellas, Ilias Atmatsidis, Vassilis Lakis o Kostas Katsouranis, entre otros.
Entre 1995 y 1999, y entre 2001 y 2004, Demis se convirtió en el principal goleador de la selección de fútbol de Grecia: logró 17 goles. Su debut con la selección se produjo ante Rusia el 26 de abril de 1995. Es uno de los cinco máximos goleadores de la historia de Grecia. Sin embargo, en 1999, junto con Michalis Kasapis y Ilias Atmatsidis, Nikolaidis se retiró de la selección nacional, protestando por una injusticia cometida en la Super Liga de Grecia. Dos años después, cuando el seleccionador Vasilis Daniil fue despedido tras una más que decepcionante serie de resultados, Demis regresó a la selección. En su regreso, Nikolaidis anotó un gol en el empate de Grecia en Inglaterra, durante la clasificación para el Mundial de 2002. El nuevo técnico, Otto Rehhagel, centró el ataque de la selección griega en Demis Nikolaidis, y logró la clasificación directa para la Eurocopa de 2004, que posteriormente ganarían.
En 2002, Demis recibió el premio al Juego limpio otorgado por la UEFA, por pedir que un gol suyo en la final de la Copa de Grecia no subiese al marcador, debido a que lo había metido con la mano.

## El salto al Atlético de Madrid
Pese a que durante su estancia en el AEK Atenas FC Nikolaidis no logró ganar la Super Liga, se convirtió probablemente en el jugador más querido de la historia del club. Sin embargo, tras enfrentarse al dueño del club, Makis Psomiadis, que más tarde sería condenado por fraude, y después de ser supuestamente agredido por sus guardaespaldas, Nikolaidis decidió abandonar el club al final de la temporada 2002-2003. El Atlético de Madrid se impuso al resto de los clubs que intentaban contratar al jugador. Su comienzo de temporada con el Atlético fue muy prometedor: logró seis goles y formó un peligroso tándem de ataque con su compañero Fernando Torres. Sin embargo, una serie de graves lesiones lo apartaron de la titularidad durante casi todo el resto de la temporada, y limitaron también su participación en la posterior Eurocopa.

## La Eurocopa de 2004
Aunque Demis todavía arrastraba problemas físicos, el seleccionador Otto Rehhagel lo incluyó en la selección que disputaría la Eurocopa de 2004. Los delanteros titulares, Zisis Vryzas y Angelos Charisteas, realizaron un gran campeonato, pese a lo cual la aportación de Nikolaidis no fue desdeñable: participó en los tres partidos de la primera fase, y fue titular en la victoria de Grecia ante Francia, aunque no logró marcar. Luego, una nueva recaída en su lesión le impidió participar en los dos últimos partidos de su selección.

## Regreso al AEK
Nikolaidis dio un paso sorprendente al retirarse del fútbol profesional a la relativamente corta edad de 31 años. El AEK Atenas FC su club preferido, atravesaba una difícil situación, por culpa de las acusaciones de corrupción contra Psomiadis, y se cernía sobre él incluso la posibilidad de ser relagado a la cuarta división griega. Demis estableció un consorcio de empresarios y compró el AEK, convirtiéndose así en su presidente. Junto con el director deportivo, Ilija Ivic, realizaron algunas contrataciones acertadas, y luchó por el título de Liga al año siguiente, finalizando tercero. En su segundo año como presidente, y tras fichar a varios jugadores de la selección griega Sub-21, así como al veterano Vasilis Lakis, al delantero internacional ucraniano Oleg Venglinskyi y al que fuera defensa del Inter Bruno Cirillo, el AEK logró clasificarse para la Champions League. Además de mejorar la situación económica y deportiva del club, Nikolaidis también se ha propuesto reducir la acción de los hooligans. Por último, en mayo de 2007, Demis convendió al jugador brasileño Rivaldo para firmar un contrato de dos años con el AEK.

## Clubes
| Club               | País   | Año         | Partidos | Goles |
| Apollon Smyrnis    | Grecia | 1994 - 1996 | 80       | 38    |
| AEK Atenas FC      | Grecia | 1996 - 2003 | 256      | 166   |
| Atlético de Madrid | España | 2003 - 2004 | 22       | 7     |

## Palmarés
AEK Atenas FC
- Copa de Grecia: 1997, 2000, 2002
- Supercopa de Grecia: 1996

Selección de fútbol de Grecia
- Eurocopa 2004